# فرهنگ باستانی لاس وگاس
فرهنگ لاس وگاس از فرهنگ‌ها و اجتماعات بسیار قدیمی جهان که در سرزمین‌های امروزی اکوادور بوده که به دوره پلیستوسن باز می‌گردد. سرخپوستان باستانی این منطقه که در زمانی نزدیک به ده هزار سال پیش از میلاد فرهنگ لاس وگاس را شکل داده بودند به شکار و خوشه‌چینی می‌پرداختند. ابزار آلات کشاورزی و نیز آلاتی مانند کف‌گیر از معدود آثار باقی‌مانده از مردم لاس وگاس باستان بوده است.